# Папа Феликс IV
Папа Феликс IV (лат. Felix Quartus (Tertius); 22. септембар 530.) је био 54 папа од 13. јула 526. до 22. септембра 530.